# Énergie osmotique

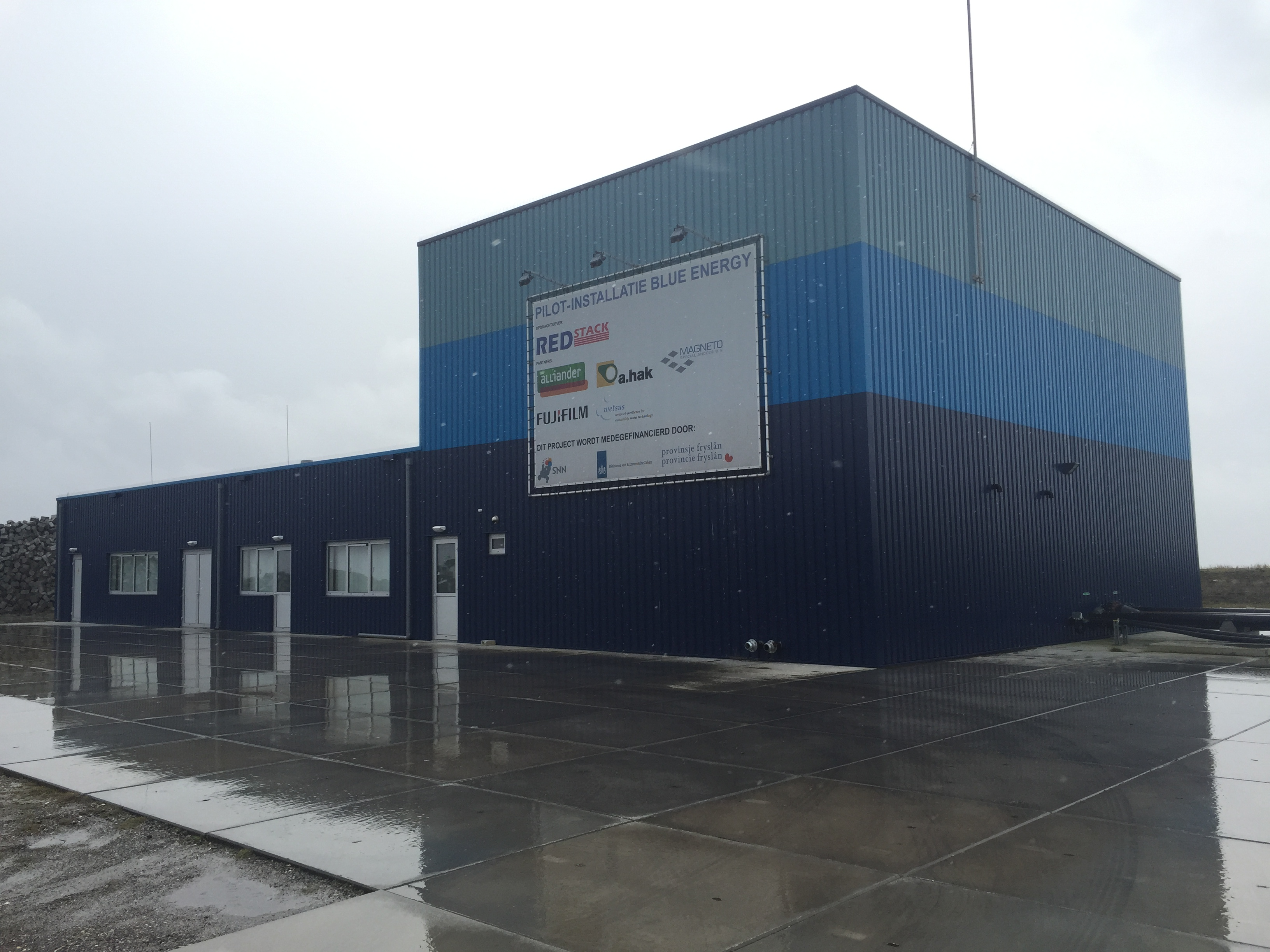
L'installation par électrodialyse inverse (RED) aux Pays-Bas.

L’énergie osmotique, ou énergie bleue, ou encore l’énergie de gradients de salinité (SGE – salinity gradient energy), est l'énergie dégagée lors de la rencontre entre deux eaux avec des concentrations en sel différentes (entre l'eau de mer et l'eau d’une rivière par exemple). À l’issue du processus ne reste que de l'eau saumâtre.
Cette énergie a été inscrite en 2022 dans la directive de l’Union européenne sur les énergies renouvelables, comme une source d’énergie renouvelable au même titre que d’autres énergies renouvelables telles que l’énergie solaire ou éolienne. L'énergie osmotique pourrait jouer un rôle important dans la production d’énergie renouvelable car, contrairement à l’éolien et au solaire, elle peut être produite en continu, tout en ayant une densité énergétique comparable. 

## Histoire
L’extraction de l’énergie à partir d’un mélange d’eau de mer et eau de rivière a été proposé par Pattle en 1954, et développé en méthodes pratiques de production de l’énergie par des membranes sélectives par Sidney Loeb, professeur à l’université de Ben Gourion du Néguev en Israël, dans les années 1970, inspiré par l’écoulement du Jourdain dans la Mer Morte. Deux méthodes ont été proposées par Loeb, Osmose à pression retardée (PRO - Pressure Retarded Osmosis) brevetée en 1973, et Electrodialyse Inverse (RED - Reverse Electrodialysis), brevetée en 1977.

## Potentiel
À l'échelle mondiale, son potentiel théorique a été estimé à plus de 15 000 TWh, soit 74 % de la consommation mondiale d'électricité en 2011. Mais compte tenu des contraintes techniques ou environnementales, son potentiel extractible ne serait que de 600 TWh par an, soit 3 % de la consommation électrique mondiale, proche de la consommation annuelle d'électricité en France.
Un tel mélange peut se produire aussi dans des procédés crées par l’homme, notamment des procédés industriels, tels que l’extraction du sel, notamment pour stockage souterrain, ou l'eau produite lors de l’extraction du pétrole, ou encore le Canal de la mer Morte. Le potentiel d'extraction dans ce cas dépend de gradient de salinités en place, ainsi que de la composition chimique de l'eau et d'autres contraintes techniques.

## Technologies prouvées

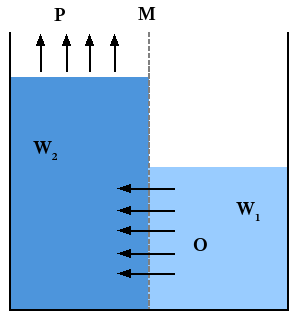
Schéma du procédé d'osmose à pression retardée

Les deux technologies, l'électrodialyse inverse (RED) et l'osmose à pression retardée (PRO), sont à haut niveau de maturité (technology readiness level - TRL). Elles ont été validées à l'échelle laboratoire et pilot industriel, et font aujourd'hui l'objet d'un usage commercial aux Pays-Bas par la société RedStack (RED) et au Danemark par la société SaltPower (PRO) dans un site d'extraction du sel. Précédemment un pilote industriel basé sur la technologie PRO a été testé en Norvège, mais n'est plus opérationnel. 

## Technologies en exploration

### Mélange capacitif
Une troisième méthode est la méthode capacitive de Doriano Brogioli, basée sur le stockage de charge dans la double couche électrique sur la surface des électrodes, comme un condensateur, et le fait que la capacitance de la double couche varie avec la salinité du milieu. Ainsi, l'énergie peut être extraite en chargeant cycliquement des électrodes en contact avec de l'eau salée, suivie d'une décharge dans l'eau douce. Des variantes existent, mais le potentiel de cette technologie est considéré comme faible, et son niveau de maturité reste à l’échelle du laboratoire. Récemment il a été proposé d’intégrer des électrodes capacitives dans un système de l'électrodialyse inverse .

### Nanotubes en nitrure de bore
En 2013, une équipe de recherche française du Centre national de la recherche scientifique (CNRS), menée par le professeur Lydéric Bocquet, a construit un système expérimental, composé d’un seul nanotube en nitrure de bore . Les résultats ont montré que le dispositif était capable de générer un courant électrique de l'ordre du nanoampère. En appliquant une extrapolation linéaire simple, pour passer de l'échelle d'un seul nanotube à l'échelle d'une membrane, ils ont montré que la puissance qui pourrait être obtenue est potentiellement bien supérieure aux différentes méthodes antérieures. Cependant, la validité de telle extrapolation a été challengée dans la littérature scientifique , et la faisabilité de la mise à l’échelle de ce système reste à confirmer.
La société française Sweetch Energy, fondée en 2015, a par la suite racheté le brevet du CNRS afin de continuer à améliorer le processus de captation de l’énergie osmotique. Aujourd’hui, la société affirme avoir réussi à créer un système industrialisable, basée sur « des récentes avancées de la science nanofluidique à des matériaux peu coûteux et respectueux de l'environnement pour créer des membranes de nouvelle génération, ainsi que des électrodes spécialement conçues » 
Actuellement en collaboration avec la Compagnie nationale du Rhône (CNR), Sweetch Energy ont annoncé un projet de construction de station osmotique compétitive dans le delta du Rhône, dans l’écluse de Barcarin . 

## Stockage d'énergie
L'énergie osmotique peut être utilisée également pour stockage d'énergie par batteries à gradient de concentration (CGFB - concentration gradient flow batteries) et leur variants, tels que ABFB - Acid/Base flow batteries. Ce dernier font objet d'un pilot industriel par la société hollandaise Aquabattery.